# 赵士英 (1938年)
赵士英（1938年—），男，山东烟台人，中国舞蹈美术编辑家，曾任第八、九、十届全国政协委员。